# Back at One (canção)
Back at One é uma canção do cantor estadunidense Brian McKnight, lançada como primeiro single do álbum que leva o mesmo nome da canção, no dia 17 de agosto de 1999. A canção ficou oito semanas ocupando o segundo lugar da Billboard Hot 100 dos Estados Unidos, um dos mais longos períodos em que uma canção ficou na parada. "Back at One" foi composta e produzida por Brian McKnight, e é uma balada de R&B.

## Antecedentes e composição
Após o sucesso de seu terceiro álbum de estúdio, Anytime (1997) e de um álbum de natal, lançado em 1998, Brian McKnight lançou "Back at One" como single do álbum de mesmo nome, em 17 de agosto de 1999. Um CD Single da canção, contando com a versão editada da faixa e mais três versões remixadas foi lançado também em 99 em diversos países, como Estados Unidos, Jamaica e Europa.[carece de fontes?]
"Back at One" foi composta e produzida por Brian McKnight e é uma balada de R&B que fala sobre amar alguém incondicionalmente e provar a essa pessoa que ela é especial, o que é evidenciado na parte, "É inegável que nós devemos ficar juntos, é inacreditável como eu costumava dizer que nunca me apaixonaria." 

## Outras versões
"Back at One" entrou na trilha sonora da novela "Uga Uga", exibida pela Rede Globo entre maio de 2000 e janeiro de 2001, como tema de Van Damme (personagem de Marcos Pasquim) e Tati (papel de Danielle Winits), um dos casais protagonistas da trama. O CD com a trilha sonora internacional da novela foi lançado no dia 15 de setembro de 2000. Brian também gravou uma versão da canção em espanhol, intitulada "Uno Dos Tres", que foi incluída como "bônus-track" do seu álbum Back at One. Em 2013, o cantor disponibilizou uma nova versão da canção no iTunes.

## Desempenho nas paradas
"Back at One" foi um sucesso nos Estados Unidos, alcançando a posição de número 2 na Billboard Hot 100. A canção passou mais de 2 meses na posição de número 2, se tornando um grande hit e uma das poucas canções a fazer isso nas paradas de sucesso dos EUA. Em outras tabelas da Billboard, a canção também foi um sucesso, alcançando o número 2 no Top 40 Mainstream, 4 no Adult Contemporary e 7 no Hot R&B/Hip-Hop Songs.
A canção também fez sucesso na Nova Zelândia, alcançando a posição de número 7. Já na Austrália, "Back at One" estreou na posição de número 34, no dia 06 de fevereiro de 2000. Após subir para a posição de número 25 na segunda semana, a canção alcançou o pico de número 24, no dia 20 de fevereiro de 2000. Já no Brasil, "Back at One" alcançou o pico de número 59, no dia 25 de dezembro de 1999.

### Posições
| Parada (1999)                          | Melhor posição |
| -------------------------------------- | -------------- |
| Alemanha (Media Control Charts)        | 47             |
| Austrália (ARIA Charts)                | 24             |
| Brasil (Hot 100 Brasil)                | 59             |
| Canadá (Canadian Hot 100)              | 4              |
| Estados Unidos (Adult Contemporary)    | 4              |
| Estados Unidos (Billboard Hot 100)     | 2              |
| Estados Unidos (Hot R&B/Hip-Hop Songs) | 8              |
| Estados Unidos (Top 40 Mainstream)     | 2              |
| Nova Zelândia (RIANZ)                  | 7              |
| Países Baixos (Dutch Top 40)           | 28             |

### Tabelas musicais de final de ano
| Tabela musical de final de ano (1999) | Position |
| ------------------------------------- | -------- |
| Estados Unidos (Billboard Hot 100)    | 82       |

| Tabela musical de final de ano (2000) | Position |
| ------------------------------------- | -------- |
| Estados Unidos (Billboard Hot 100)    | 20       |

## Versão com Ivete Sangalo
Uma versão da canção com a cantora brasileira Ivete Sangalo foi lançada exclusivamente como single no Brasil, para promover o álbum do cantor no país. A canção foi lançada nas rádios em setembro de 2000. A canção mescla o inglês e o português, sendo que sua parte em português foi escrita pela irmã da cantora, Mônica San Galo. A canção, posteriormente, foi incluída em seu terceiro álbum de estúdio,  Festa, (2001). A canção foi um sucesso no Brasil, alcançando o Top 10 nas paradas de sucesso.[carece de fontes?]

### Antecedentes e composição
Após o sucesso da versão solo de "Back at One", Sangalo passou a acompanhar a carreira de Brian, se tornando fã do cantor e escutando muito o seu álbum, Back at One, de 1999. Com isso, Sangalo regravou a canção "Can You Read My Mind", também presente no álbum Back at One, para seu segundo álbum de estúdio, Beat Beleza, de 2000, transformando a canção em "Me Deixa em Paz". Em seguida, Brian, impressionado com a versão que Sangalo fez de sua música, convidou a cantora para fazer uma versão de "Back at One" para promover seu álbum no mercado brasileiro. Segundo Sangalo, "Quando ele decidiu fazer algo no Brasil, ele aparentemente pediu muito material, e ele gostou do meu disco." Curiosamente, a versão solo da canção fez parte da trilha sonora da novela Uga Uga, da Rede Globo, onde Sangalo também tinha uma canção na trilha, o sucesso "Se Eu Não Te Amasse Tanto Assim".
Sangalo gravou sua parte na canção em 2000, e a canção foi lançada como single em setembro do mesmo ano, assim como um CD single promocional. O dueto conta com os versos originais de Brian, em inglês, mesclados com os versos de Ivete, em português. A irmã da cantora, Mônica Sangalo, escreveu os versos em português, e assim como a original, a canção fala sobre amar muito alguém e resolveu se declarar para a pessoa, o que é evidenciado nos versos, "É impossível fingir que posso controlar, o que estou sentindo é muito forte pra negar, pra que resistir, se eu sei que você também quer..." No segundo refrão, Sangalo canta, "One... você é meu sonho bom/Two... eu quero ter você pra mim/Three... por muito tempo esperei, preciso ouvir você dizer sim."

### Versões
Uma versão editada da canção foi lançada para as rádios; a versão exclui o solo de piano no início e no fim da música. A versão mais longa foi incluída no terceiro álbum de estúdio de Sangalo, Festa, de 2001. "Back at One", na sua versão editada, também fez parte do álbum Se Eu Não Te Amasse Tanto Assim, uma compilação das melhores baladas da carreira da cantora, lançada em 2002. Além disso, a canção também fez parte das compilações A Arte de Ivete Sangalo (2004) e Novo Millenium: Ivete Sangalo (2005).

### Videoclipe
O videoclipe da canção foi dirigido por Alex Miranda e conta histórias de 3 casais, além de contar com Sangalo e Brian, que filmaram juntos o videoclipe.

### Desempenho nas paradas
A versão dueto estreou nas paradas de sucesso do Brasil no dia 16 de setembro de 2000. A canção alcançou o pico de número 10, no dia 28 de outubro de 2000, se tornando o terceiro Top 10 da cantora, e melhor canção nas paradas desde "Se Eu Não Te Amasse Tanto Assim" (2000). Já para Brian, a canção se tornou a segunda (e última) vez que ele colocou uma música na parada do Hot 100 Brasil, sendo que as duas vezes foram com a mesma música, a versão original de 1999 e a versão dueto de 2001. Em termos de sucesso da canção, o dueto foi bem mais sucedido, alcançando o Top 10, enquanto que a versão normal, apenas ficou na posição de número 59.

### Faixas e formatos
| Single promocional |                                 |         |  |
| N.º                | Título                          | Duração |  |
| 1.                 | "Back at One" (versão editada)  | 3:37    |  |
| 2.                 | "Back at One" (versão do álbum) | 4:19    |  |